# 천왕성 궤도선 및 탐사정
천왕성 궤도선 및 탐사정(Uranus orbiter and probe)은 NASA에 제안된 천왕성 탐사선이다. 목적은 천왕성과 해왕성의 연관성과 물리적, 화학적 성질을 알아내는 것이다.

## 역사와 제작배경
2011년 NASA에 제안되어 Planetary Science Decadal Survey 2013–2022에 연구 주제로 출판되기도 했다. 이후 플래그쉽 프로그램에 제안되었으나 마스 2020이나 유로파 랜더 등의 후보작 등으로 인해 플래그쉽 프로그램의 일환으로 선출되지 않았다. 이후 같은 콘셉트로 뉴 프론티어 계획에 제안했으나 취소되었다.

## 발사
2020년대 SLS으로 발사하는 것까지만 계획되었다.

## 지원, 개발, 투자
- NASA
- JPL
- 보잉

## 같이 보기
- 천왕성의 대기
- 천왕성 탐사
- 천왕성의 위성
- MUSE (탐사선)
- ODINUS
- 천왕성 패스파인더